# Роллін Вайт

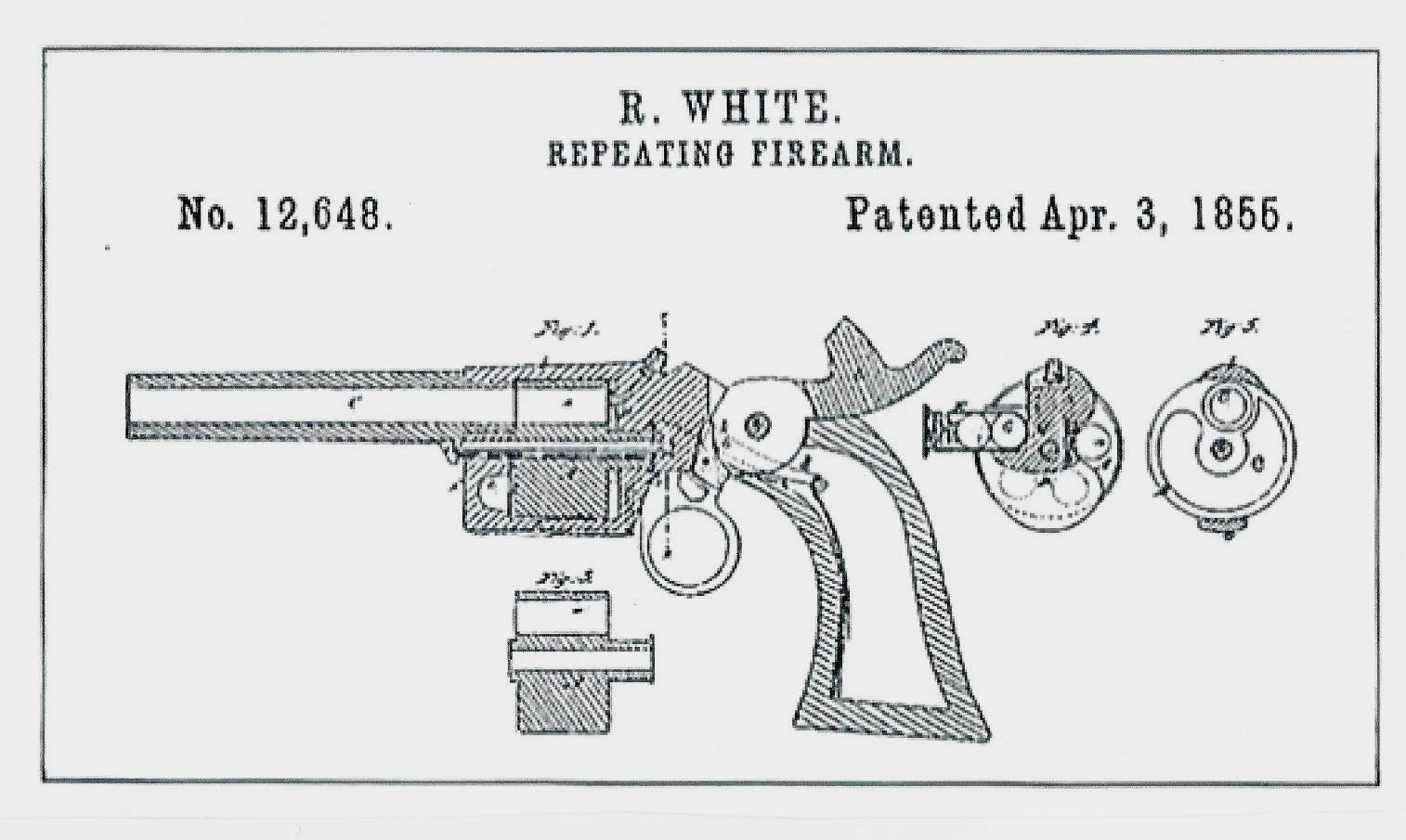
Патент Ролліна Вайта, 3 квітня 1855

Роллін Вайт (англ. Rollin White; 6 червня 1817 — 22 березня 1892) —американський зброяр який винайшов просвердлений обертовий барабан який дозволяв використовувати металеві набої для заряджання з казенної частини барабана.

## Початок життя
Вайт народився в Вільямстауні штат Вермонт в 1818 році. Він навчився зброярству від свого старшого брата, Дж. Д. Вайта в 1837 році й потім він стверджував, що ідея «заряджання з казни» для револьвера Pepper-box прийшла до нього під час роботи в майстерні брата в 1839 році. В 1849 році він почав працювати на Colt's Patent Firearms Manufacturing Company у якості зброяра за контрактом, створюючи револьверні стволи на токарному верстаті. В цей час придбав два недієздатних барабани від револьверів Кольта і помістив їх у токарний верстат, відрізавши передню частину одного та задню частину іншого. Він поєднав ці деталі в єдиний скрізний барабан який можна було встановити в револьвер Кольта.

## Патенти Ролліна Вайта

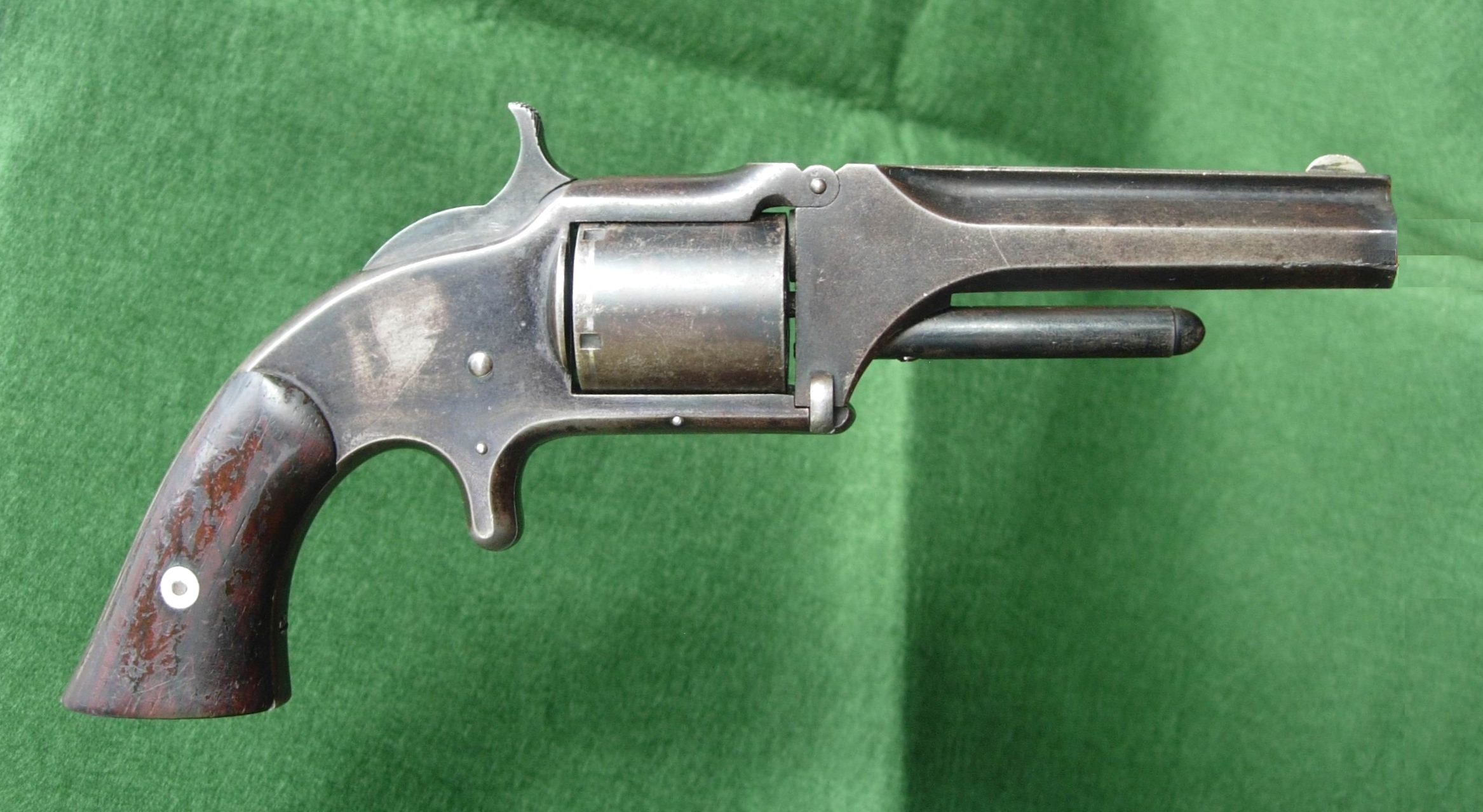
Кишеньковий револьвер Smith & Wesson .32 калібру кільцевого запалення 'model 1½', який випускали в 1865—1868 за патентом Ролліна Вайта

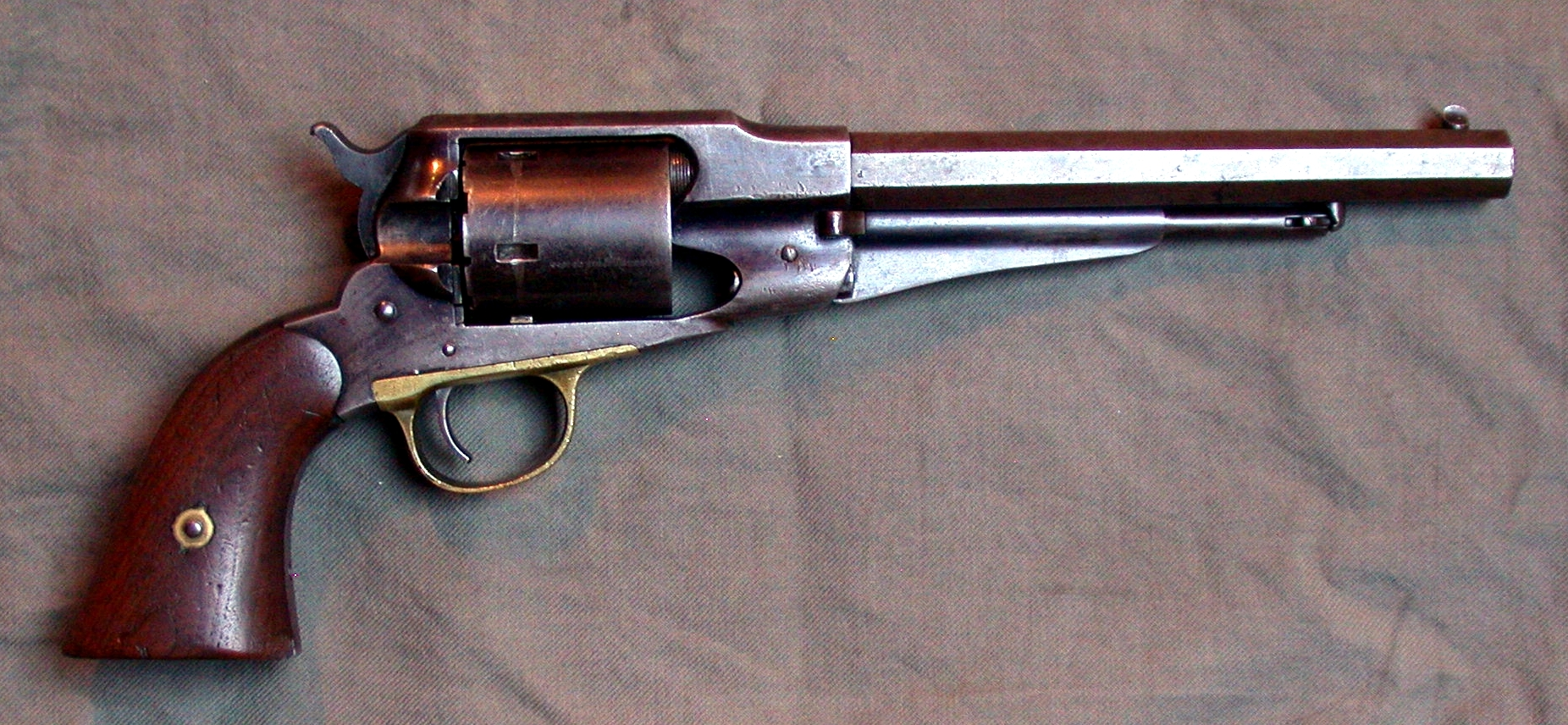
Переробка Ремінгтона

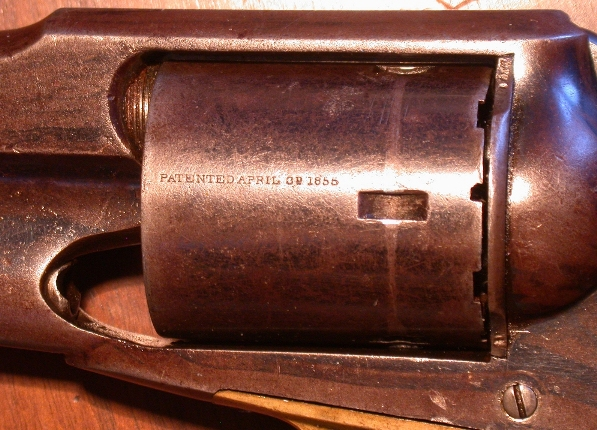
Переробка Ремінгтона, патент Ролліна Вайта 3 квітня 1855 з написом на барабані

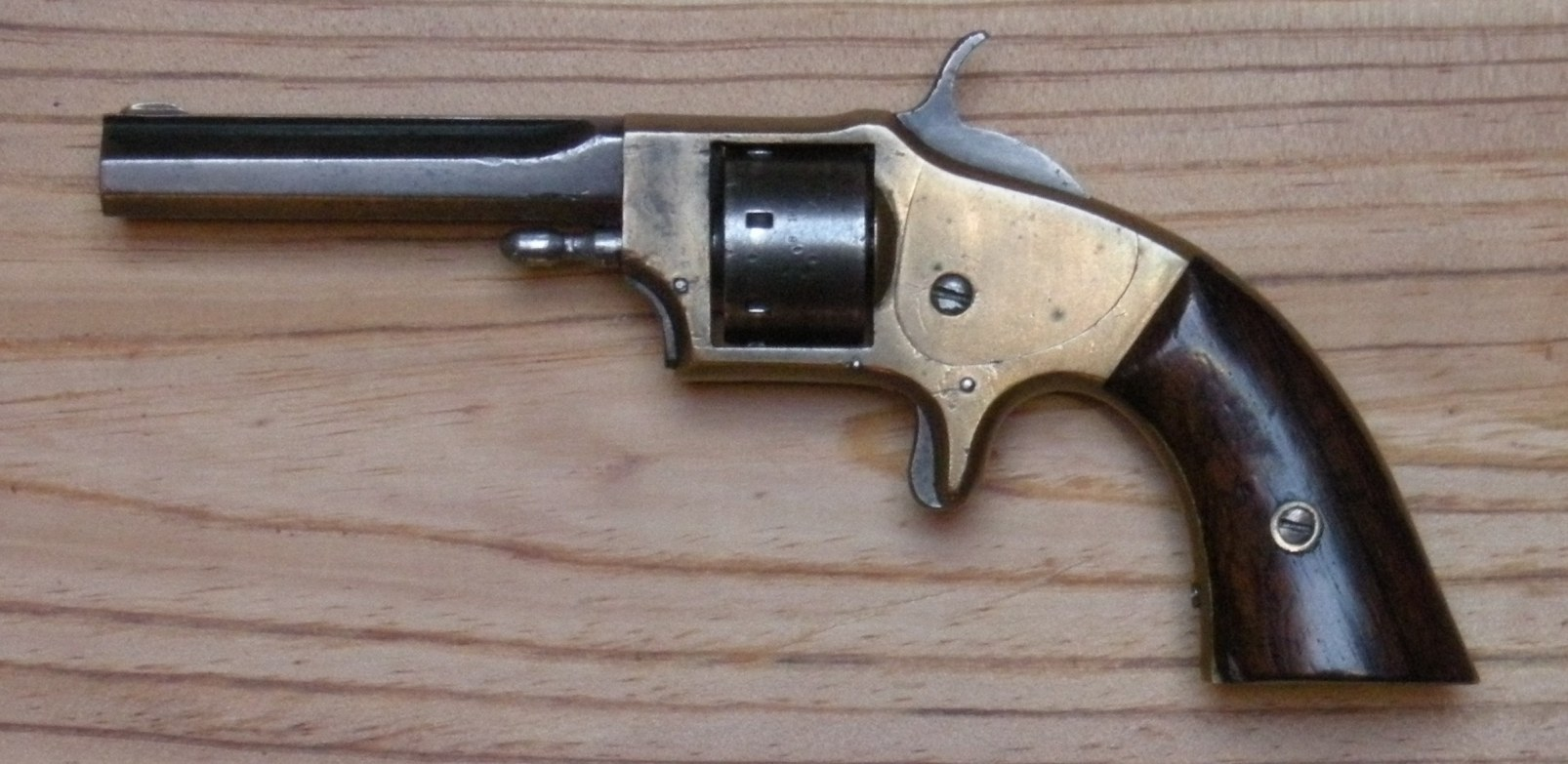
Револьвера Ролліна Вайта

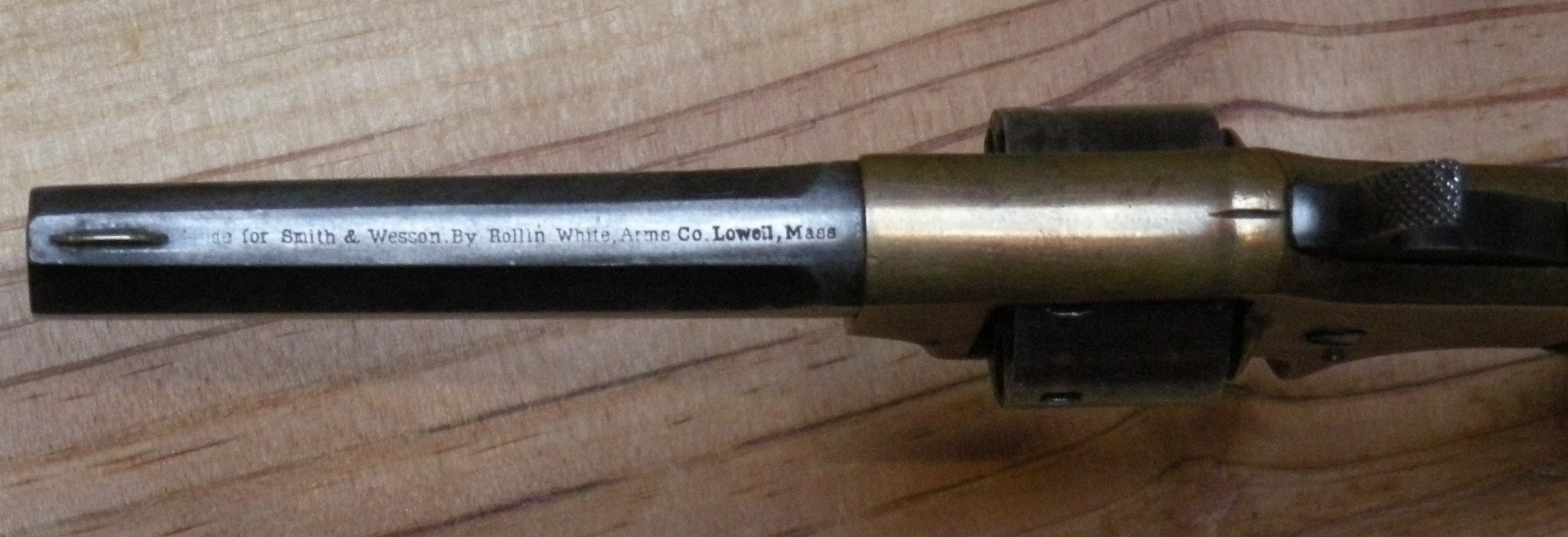
Напис на стволі револьвера Ролліна Вайта, Lowell Arms Co.

У той час, револьвери заряджалися чорним порохом з капсульними замками. Стрілець повинен був засипати порох у кожну з шести камор барабана, забити кулю, і вставити капсуль у казенну частину барабана, що ускладнювало процес перезарядки.
Хоча в Європі були відомі револьвери під унітарний набій, патент Ролліна Вайта об'єднав барабан та коробчастий магазин. Це була не робоча конструкція яку ніколи не випустили (були побудовано лише один зразок, який працював зі збоями), але це був перший американський патент де було використано барабан який дозволяв заряджати револьвер з казенної частини. Для зменшення осічок, якими страждали перші револьвери, Вайт придумав використати шматки шкіри у задній частині камор. Згідно кресленням ударний капсуль потрібно було встановлювати для кожного пострілу, тому такий револьвер заряджався повільніше від тодішніх капсульних револьверів.
Протягом наступних трьох років, Вайт працював над своєю ідеєю в компанії Кольта, під час якої Кольт підписав контракт з Вайтом для виробництва ударно-спускових механізмів револьверів. В 1855 році Вайт отримав патент на: «Покращення магазинної зброї». Наступного року, Вайт підписав угоду про надання компанії «Smith & Wesson» прав на використання його патенту, за ставкою роялті 25 центів за кожен револьвер.
Після появи револьвера Модель 1 Smith & Wesson на ринку, Вайт розпочав виробництво власних револьверів в 1861 на фабриці в Лоуеллі, штат Массачусетс під назвою «Rollin White Arms Company». Rollin White Arms випустила 4300 револьверів, більшість з яких було продано компанії «Smith & Wesson». Вайт ліквідував компанію в 1864 році, а активи придбала Lowell Arms Company, яка почала випускати револьвери, що прямо порушувало патент Вайта. Вайт подав на них в суд, але вони встигли випустити 7500 револьверів.
Вайт та S&W подали в суд на Manhattan Firearms Company, Allen & Wheelock, Merwin & Bray, National Arms Company тощо. У більшості суди були на боці Вайта, але дозволили виробникам продовжити виробництво, з виплатою роялті Вайту. У деяких випадках, Smith & Wesson викупили зброю набили свою марку та продали їх; така зброя має маркування «APRIL 3 1855», дата патента. Врешті-решт в окружному суді штату Массачусетс було розглянуто справу Вайт проти Аллена; Аллен визнав, що його пістолет порушив патент, проте заперечив сам патент. Суд прийняв сторону Вайта.
В 1867 Вайт запропонував продати патент Кольту за 1 млн доларів, яку Кольт відхилив.

### Закон про допомогу Ролліна Вайта
Після відмови в продовженні патенту, Вайт лобіював до Конгресу про допомогу в 1870, закликаючи Конгрес вважати, що йому не було справедливо компенсовано його винахід; він заробив лише $71,000, у той час як Smith & Wesson отримали $1 мільйон. Крім того, Вайт зазначив, що основна частина його заробітку була витрачена на судову тяганину, оскільки інші використали його ідею. Конгрес випустив законопроєкт, який гарантував Вайту повторне слухання. Він отримав назву: Закон про допомогу Ролліну Вайту (S.273).
Законопроєкт пройшов обидві палати конгресу без обговорень, але президент Улісс Грант наклав на нього вето, посилаючисть на заперечення начальника артилерійсько-технічної служби Олександра Брідей Даєра. Даєр стверджував, що патентний позов Вайта під час громадянської війни служив «незручностям і збентеженням» для сил Союзу через «нездатність виробників використовувати цей патент». Драєр писав, що «продовження дії патенту призведе до виплат великих роялті за переробку револьверів під унітарні набої». Більше голосувань не відбувалося і законопроєкт було скасовано. Роллін Вайт продовжив звернення до Конгресу, але в 1877 він припинив всі спроби продовжити патент.

## Інші роботи
Вайт винайшов обрізний затвор та самозарядний пристрій для «коробчастого замка» гвинтівки Шарпса Моделі 1851. Ці гвинтівки робили Вайт, Крістіан Шарпс та Річард Лоуренс в Robbins & Laurence в Вінзорі, штат Вермонт. Пізніше Вайт розробив самозарядний механізм для зразка Шарпса 1855 і побудував 50 зразків цих гвинтівок для потенційного контракта ВМС США, але ВМС замовили лише 12.
Роллін Вайт помер в Лоуеллі, штат Массачусетс 22 березня 1892.